# 阮骏
阮骏(？—1126年)，福建莆田人。
绍圣元年（1094年），中进士。宣和年间（1119年－1125年），曾任河南府少尹。靖康元年（1126年），金军攻入开封后被捉并被杀。